# 布賴斯山
布賴斯山（英語：Mount Brice），是南極洲的山峰，位於帕爾默地，屬於貝倫特山脈的一部分，處於艾布拉姆斯山以西5公里，美國地質調查局根據測量和該國海軍的空中照片繪入地圖，現時由南極條約體系管理。
75°22′S 72°37′W / 75.367°S 72.617°W